# Distrikt Machupicchu

Inkaruine Machu Picchu

Der Distrikt Machupicchu liegt in der Provinz Urubamba der Region Cusco in Südzentral-Peru. Der am 1. Oktober 1941 gegründete Distrikt besitzt eine Fläche von 361 km². Beim Zensus 2017 lebten 5614 Einwohner im Distrikt. Im Jahr 1993 lag die Einwohnerzahl bei 2298, im Jahr 2007 bei 5286. Die Distriktverwaltung befindet sich in der auf einer Höhe von 2848 m am Río Urubamba gelegenen Kleinstadt Machupicchu (Aguas Calientes) mit 2060 Einwohnern (Stand 2017). Machupicchu liegt etwa 70 km westnordwestlich der Regionshauptstadt Cusco. Bei Machupicchu befindet sich die bedeutende Inkaruine Machu Picchu. Der Distrikt liegt größtenteils im Schutzgebiet Santuario Histórico de Machupicchu.

## Geographische Lage
Der Distrikt Machupicchu liegt in den Anden im Nordwesten in der Provinz Urubamba. Der Distrikt wird vom Río Urubamba in nordwestlicher Richtung durchflossen. Der Distrikt reicht im Südwesten bis zum 6264 m hohen Salcantay, der höchsten Erhebung der Cordillera Vilcabamba. Die östliche Distriktgrenze bildet der Río Cusichaca, die westliche der Río Ahobamba. Beide Flüsse entspringen am Salcantay. Entlang der nördlichen Distriktgrenze verläuft die Cordillera Urubamba. Der Distrikt Machupicchu grenzt im Westen an den Distrikt Santa Teresa (Provinz La Convención), im Norden an den Distrikt Huayopata (ebenfalls in der Provinz La Convención) sowie im Südosten an den Distrikt Ollantaytambo.